# Gustave Lannes de Montebello
Louis-Gustave Lannes, markis av Montebello, född 4 oktober 1838 i Luzern, död 2 december 1907 i Paris, var en fransk diplomat, son till Louis Napoléon Lannes.
Lannes de Montebello inträdde på diplomatbanan 1858, var 1882–1886 sändebud i Bryssel, 1886–1891 ambassadör i Konstantinopel och bidrog som ambassadör i Sankt Petersburg 1891–1902 verksamt att främja den fransk–ryska vänskapen.